# Protocolo Boxer

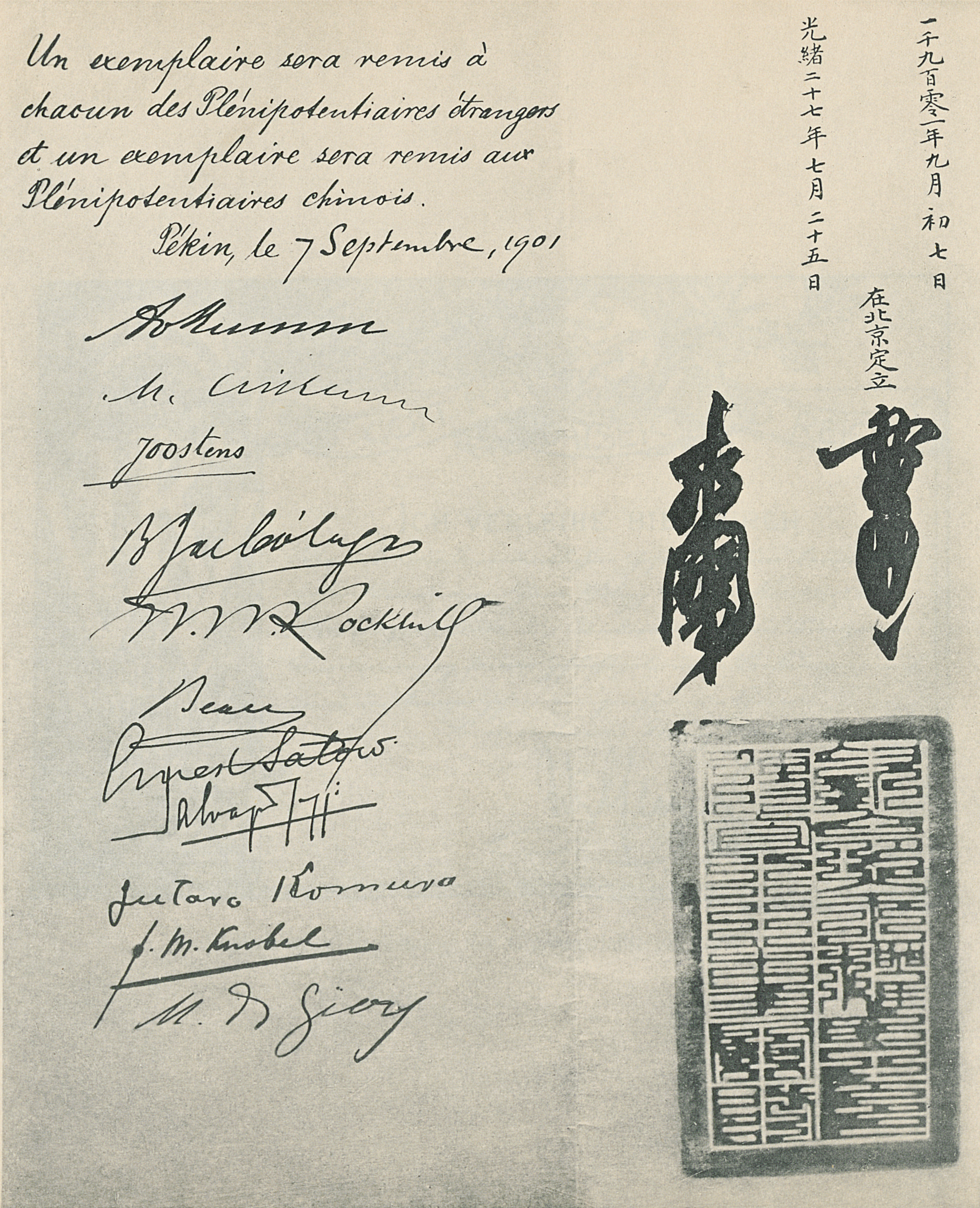
Página de assinatura de representantes de vários países no acordo do Tratado de Xin Chou

Protocolo de Paz Boxer foi o tratado que encerrou a Rebelião dos Boxers, sendo assinado em 7 de setembro de 1901 entre o Império Chinês sob a dinastia Qing e uma coalizão de nações estrangeiras imperialistas conhecida como Aliança das Oito Nações (Áustria-Hungria, França, Alemanha, Itália, Japão, Rússia, Reino Unido e os Estados Unidos) - que haviam fornecido forças militares numa intervenção para acabar com a rebelião - juntamente com a Bélgica, a Espanha e a Holanda. É um dos Tratados Desiguais negociados por Li Hongzhang ao imperador Guangxu com as potências estrangeiras.

## Negociações durante a rebelião dos boxeadores
A dinastia Qing não foi derrotada de forma alguma quando os Aliados assumiram o controle de Pequim. Os Aliados tiveram de moderar as exigências que enviaram em uma mensagem a Xi'an para que a imperatriz viúva Tseu-Hi concordasse com eles; por exemplo, a China não teve que desistir de nenhuma terra. Muitos dos conselheiros da Imperatriz Viúva na Corte Imperial insistiram que a guerra continuasse contra os estrangeiros, argumentando que a China poderia derrotá-los, já que foi o povo desleal e traidor da própria China que permitiu que Pequim e Tianjin fossem capturados pelos Aliados, e o interior da China era impenetrável. A viúva foi prática e decidiu que os termos eram generosos o suficiente para que ela concordasse e parasse a guerra quando ela tivesse a garantia de que seu reinado continuaria.

## Signatários
O Protocolo Boxer foi assinado em 7 de setembro de 1901, em Pequim. Signatários incluídos: 

### Potências estrangeiras
- Reino de Espanha, representado pelo Ministro plenipotenciário Bernardo J. de Cólogan y Cólogan, o Doyen do Corpo Diplomático e o diplomata mais velho da Ordem dos Negócios Estrangeiros de Pequim.[3]
- Reino Unido da Grã-Bretanha e Irlanda, representado pelo Ministro plenipotenciário Ernest Mason Satow.
- Império Russo, representado pelo Ministro plenipotenciário Mikhail Nikolayevich von Giers.
- Império do Japão, representado pelo Ministro das Relações Exteriores Komura Jutarō.
- República Francesa, representada pelo Ministro plenipotenciário Paul Beau.
- Estados Unidos da América, representados pelo enviado especial William Woodville Rockhill.
- Império Alemão, representado pelo Ministro plenipotenciário Alfons Mumm von Schwarzenstein.
- Império Austro-Húngaro, representado pelo Ministro plenipotenciário Barão Moritz Czikann von Wahlborn.
- Reino da Itália, representado pelo Ministro plenipotenciário Giuseppe Salvago Raggi.
- Reino da Bélgica, representado pelo ministro plenipotenciário Maurice Joostens.
- Reino dos Países Baixos, representado pelo Ministro plenipotenciário Fridolin Marinus Knobel.

e
- Grande Qing, representado por:
  - Sua Excelência Li Hongzhang, Conde de Primeira Classe Su-i, Tutor do Herdeiro Aparente, Grande Secretário de Wen Hua Tien, Ministro do Comércio, Superintendente dos Portos do Norte e Governador Geral da província de Chihli.
  - Sua Alteza Yikuang, Príncipe Qing, primeiro Primeiro-Ministro do Gabinete Imperial.

## Cláusulas

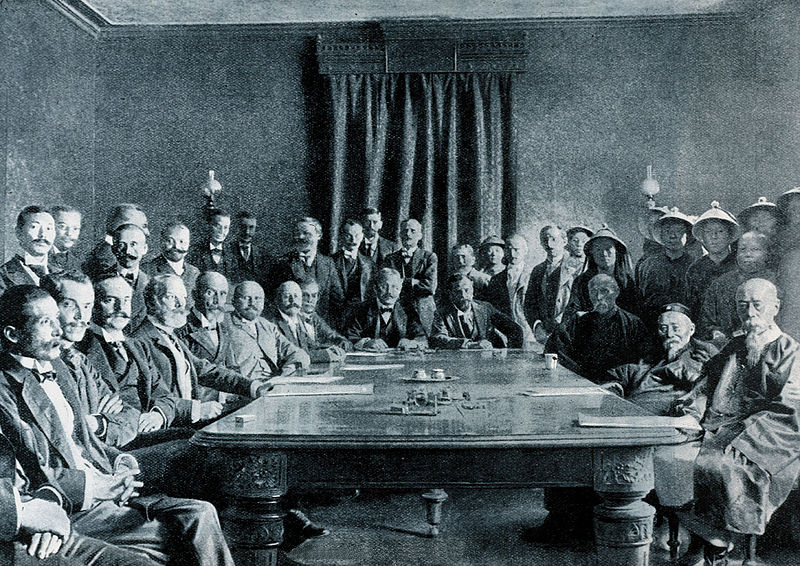
Assinatura do Protocolo Boxer. Esquerda, da esquerda para a direita: FM Knobel da Holanda (veja apenas suas mãos); K. Jutaro do Japão; G.S. Raggi da Itália; Joostens da Bélgica; C. von Walhborn da Áustria-Hungria; B.J. Cologán da Espanha; M. von Giers da Rússia; A. Mumm para o Império Alemão; E.M. Satow da Grã-Bretanha; W.W. Rockhill dos EUA; P. Beau da França; Lian Fang; Li Hongzhang; Príncipe Qing.

450 milhões de taéis de prata fina (cerca de 18 000 toneladas, no valor de aproximadamente US$ 333 milhões ou £ 67 milhões nas taxas de câmbio da época) deveriam ser pagos como indenização ao longo de 39 anos para as oito nações envolvidas.
Os chineses pagaram a indenização em ouro em escala crescente com juros de 4% até que a dívida fosse amortizada em 31 de dezembro de 1940. Após 39 anos, o montante era de quase 1 bilhão de taéis (precisamente 982 238 150), ou ≈1 180 000 000 onças troy (37 000 toneladas) a 1,2 onças / tael.
A soma seria distribuída da seguinte forma: Rússia 28,97%, Alemanha 20,02%, França 15,75%, Grã-Bretanha 11,25%, Japão 7,73%, Estados Unidos 7,32%, Itália 7,32%, Bélgica 1,89%, Áustria-Hungria 0,89%, Holanda 0,17%, Espanha 0,03%, Portugal 0,021%, Suécia e Noruega 0,014%.

### Outras cláusulas incluídas
- Proibir a importação de armas e munições, bem como de materiais para a produção de armas ou munições, por um período de 2 anos, extensível por mais 2 anos conforme as Potências considerassem necessário.
- A destruição dos Fortes Taku.[6]

- Os Quartéis da Legação ocupados pelas Potências serão considerados como uma área especial reservada para seu uso sob controle exclusivo, na qual os chineses não terão o direito de residir, e que pode ser defensável. A China reconheceu o direito de cada Potência de manter uma guarda permanente nos ditos Bairros para a defesa de sua Legação.
- Os boxeadores e os funcionários do governo deveriam ser punidos por crimes ou tentativas de crimes contra governos estrangeiros ou seus nacionais. Muitos foram condenados à execução, deportados para Xinjiang, condenados à prisão perpétua, forçados a cometer suicídio ou sofreram degradação póstuma.
- O "Escritório Encarregado dos Assuntos de Todas as Nações" (Zongli Yamen) foi substituído por um Ministério das Relações Exteriores, que se classificou acima dos outros seis conselhos no governo.
- O governo chinês deveria proibir para sempre, sob pena de morte, a adesão a qualquer sociedade antiestrangeira, os exames de serviço civil deveriam ser suspensos por 5 anos em todas as áreas onde os estrangeiros foram massacrados ou submetidos a tratamento cruel, funcionários provinciais e locais iriam ser pessoalmente responsabilizado por quaisquer novos incidentes anti-estrangeiros.
- O imperador da China deveria transmitir suas desculpas ao imperador alemão pelo assassinato do barão von Ketteler.
- O Imperador da China deveria nomear Na't'ung como seu Enviado Extraordinário e instruí-lo a transmitir também ao Imperador do Japão sua expressão de pesar e a de seu Governo pelo assassinato do Sr. Sugiyama.
- O governo chinês teria de erguer no local do assassinato do Barão von Ketteler um arco comemorativo com inscrições em latim, alemão e chinês.
- Conceder às Potências o direito de estacionar tropas nos seguintes locais:[7]

| Chinês tradicional | Chinês simplificado | Pinyin        | Nomes transliterados de textos antigos usando um sistema anterior a Pinyin |
| ------------------ | ------------------- | ------------- | -------------------------------------------------------------------------- |
| 黃村               | 黄村                | Huangcun      | Huang-tsun                                                                 |
| 郎 坊 （廊坊）     | 郎 坊 (廊坊)        | Langfang      | Lang-fang                                                                  |
| 楊村               | 杨村                | Yangcun       | Yang-tsun                                                                  |
| 天津               | 天津                | Tianjin       | Tien-tsin                                                                  |
| 軍糧城             | 军粮城              | Junliangcheng | Chun-liang-Cheng                                                           |
| 塘沽               | 塘沽                | Tanggu        | Tong-ku                                                                    |
| 蘆臺               | 芦台                | Lutai         | Lu-tai                                                                     |
| 唐山               | 唐山                | Tangshan      | Tong-shan                                                                  |
| 灤 州              | 滦 州               | Luanzhou      | Lan-chou                                                                   |
| 昌黎               | 昌黎                | Changli       | Chang-li                                                                   |
| 秦皇島             | 秦皇岛              | Qinhuangdao   | Chin-wang Tao                                                              |
| 山海關             | 山海关              | Shanhaiguan   | Shan-hai Kuan                                                              |

## Exigências de hoax
O vigário apostólico católico francês, Mons. Alfons Bermyn queria tropas estrangeiras guarnecidas na Mongólia Interior, mas o governador recusou. Bermyn recorreu a mentiras e fez uma petição falsa ao Manchu Enming para enviar tropas a Hetao, onde as tropas mongóis do príncipe Duan e as tropas muçulmanas do general Dong Fuxiang supostamente ameaçavam os católicos. Descobriu-se que Bermyn havia criado o incidente como uma farsa. Um dos relatórios falsos afirmava que Dong Fuxiang exterminou os missionários belgas na Mongólia e estava indo para massacrar os católicos em Taiyuan.

## Demandas rejeitadas pela China
Os Qing não capitularam a todas as demandas estrangeiras. O governador manchu Yuxian foi executado, mas a corte imperial recusou-se a executar o general chinês Dong Fuxiang, embora ambos fossem antiestrangeiros e tivessem sido acusados de encorajar a matança de estrangeiros durante a rebelião. Em vez disso, o general Dong Fuxiang viveu uma vida de luxo e poder no "exílio" em sua província natal de Gansu.
Além de poupar Dong Fuxiang, os Qing também se recusaram a exilar o apoiador dos boxers, Príncipe Zaiyi, para Xinjiang, como os estrangeiros exigiam. Em vez disso, ele se mudou para Alashan, a oeste de Ningxia, e viveu na residência do príncipe mongol local. Ele então se mudou para Ningxia durante a Revolução Xinhai, quando os muçulmanos assumiram o controle de Ningxia e, finalmente, mudou-se para Xinjiang com Sheng Yun. Príncipe Duan "não foi além da Manchúria para o exílio, e foi ouvido falar lá em 1908".

## Gastos e remessas
Em 28 de dezembro de 1908, os Estados Unidos remeteram $ 11 961 121,76 de sua parte da Indenização para apoiar a educação de estudantes chineses nos Estados Unidos e a construção da Universidade Tsinghua em Pequim, graças aos esforços do embaixador chinês Liang Cheng.
Quando a China declarou guerra à Alemanha e à Áustria em 1917, ela suspendeu a participação combinada da Alemanha e da Áustria na indenização Boxer, que totalizava 20,91%. Na Conferência de Paz de Paris, Pequim conseguiu revogar completamente as ações alemãs e austríacas da Indenização Boxer.
A história em torno da participação da Rússia na indenização Boxer é a mais complexa de todas as nações envolvidas. Em 2 de dezembro de 1918, os bolcheviques emitiram um decreto oficial abolindo a parte da Rússia na indenização (146). Após a chegada de Lev Karakhan a Pequim durante o outono de 1923, entretanto, ficou claro que a União Soviética esperava manter o controle sobre como a parte russa seria gasta. Embora Karakhan estivesse inicialmente hesitante em seguir o exemplo dos Estados Unidos de direcionar os fundos para a educação, ele logo insistiu em particular que a parte russa deveria ser usada para esse propósito e, durante fevereiro de 1924, apresentou uma proposta afirmando que a "porção soviética de a indenização Boxer seria atribuída a instituições educacionais chinesas. "Em 14 de março de 1924, Karakhan concluiu um projeto de acordo Sino-Soviético declarando "O governo da URSS concorda em renunciar à parte russa da Indenização Boxer". Cópias desses termos foram publicadas na imprensa chinesa, e a reação pública positiva que se seguiu encorajou outros países a se igualar aos termos da URSS. Em 21 de maio de 1924, o Congresso dos Estados Unidos concordou em remeter à China os US$ 6 137 552,90 finais da ação americana. Dez dias depois, porém, ficou claro que a URSS não pretendia cumprir sua promessa anterior de renúncia total. Quando o acordo sino-soviético final foi anunciado, especificou que a parte da Rússia seria usada para promover a educação na China e que o governo soviético manteria o controle sobre como o dinheiro seria usado, um paralelo exato com a remessa dos EUA em 1908.

Em 3 de março de 1925, a Grã-Bretanha concluiu os acordos para usar sua parte da Indenização Boxer para apoiar a construção de ferrovias na China. Em 12 de abril, a França pediu que sua indenização fosse usada para reabrir um banco sino-francês extinto. A Itália assinou um acordo em 1º de outubro para gastar sua parte na construção de pontes de aço. A parte da Holanda pagou pela recuperação de portos e terras. A Holanda também usou sua indenização para o estabelecimento do Instituto Sinológico na Universidade de Leiden. Os fundos belgas foram reservados para serem gastos em material ferroviário na Bélgica. Finalmente, a indenização do Japão foi transferida para desenvolver a aviação na China sob supervisão japonesa. Uma vez que aproximadamente 40% da indenização Boxer desses países foram adicionados aos 20,91% combinados da Alemanha e da Áustria, 7,32% dos Estados Unidos e 28,97% da União Soviética, o governo de Pequim respondeu por mais de 98% de toda a indenização da Boxer. Consequentemente, em 1927, Pequim revogou quase completamente os pagamentos de indenização Boxer no exterior e teve sucesso em redirecionar os pagamentos para uso na China.